# مسعى التنين 11
مسعى التنين 11: في البحث عن وقت الرحيل (ドラゴンクエストXI 過ぎ去りし時を求めて دوروغون كويستو إريبون: سوغيساريشي توكي أو موتوميتي) هي اللعبة الحادية عشر القادمة في سلسلة مسعى التنين، وهي لعبة فيديو تقمص الأدوار طورتها ونشرتها سكوير إنكس. هي حاليًا قيد التطوير في لمنصات نينتندو 3دي إس و‌نينتندو سويتش و‌بلاي ستيشن 4. نسختا البلاي ستيشن 4 ونينتندو 3دي إس صدرت في الأسواق اليابانية يوم 29 يوليو 2017، وستصدر هذا العام للأسواق الأجنبية.

## وصلات خارجية
- مسعى التنين 11 على موقع IMDb (الإنجليزية)

- الموقع الرسمي
 (باليابانية)